# Gastronomía del Sahara Occidental
La gastronomía del Sahara Occidental tiene varias influencias, ya que la población de esa zona (saharaui), en su mayor parte es de origen árabe y bereber. La cocina saharaui tiene influencias de la colonización española.

## Ingredientes

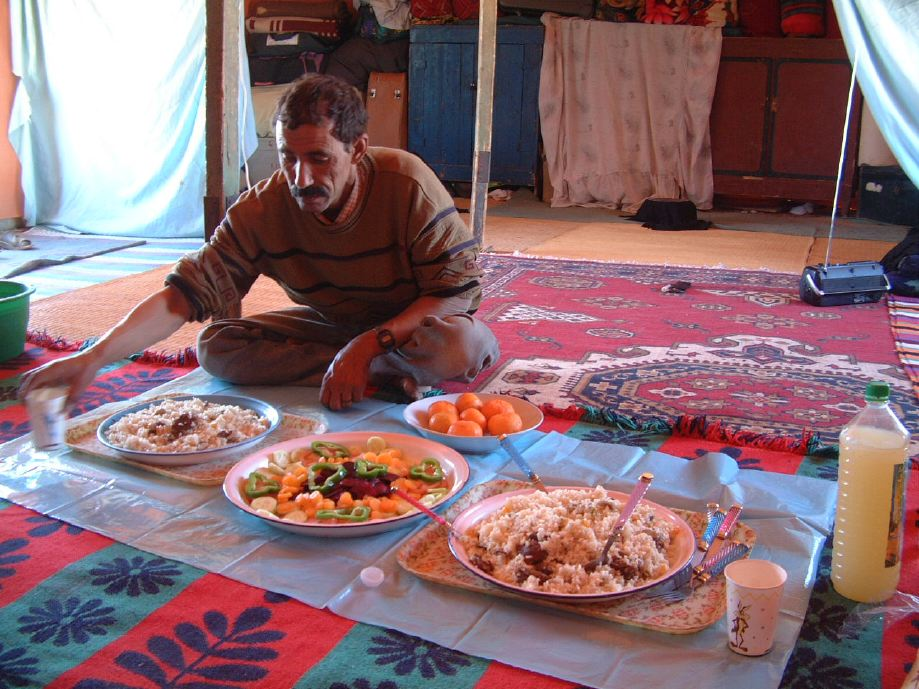
Gastronomía saharaui

Al igual que todos los países del Magreb el ingrediente principal es el cuscús que suele acompañar de una forma u otra todos los platos de comida. Las influencias de la cocina del sur les hace consumir cacahuete como acompañamiento de algunos platos.
En el terreno de la carne, el cerdo apenas se come por no ser halal, de acuerdo con las leyes del Islam y, por el contrario, es muy popular entre los saharauis la carne de camello y de cabra, ocupando un puesto destacado la de cordero. Algunas tribus se han hecho famosas por cultivar trigo, cebada y cereales en general y por hacer suculentos platos.

## Platos

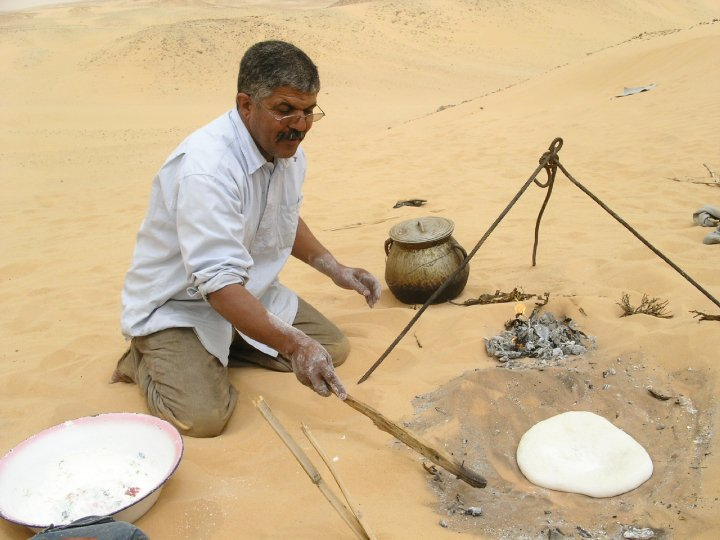
Pan saharaui

Al ser nómadas de tradición casi en su totalidad, la dieta de las tribus saharauis se basaba en la carne, leche y derivados. Las tribus costeras añadían a esta dieta platos de pescado, arroz, etcétera.
- Cuscús, pasta de sémola con carne y verduras.
- Tayyin, plato de carne de camello o de cordero.
- Mreifisa, pan sin levadura cocido en la arena. Lleva carne de conejo.
- Ezzmit, cereales.
- El aych, cereales con leche.
- Arroz con pescado.
- Varios tipos de asados.

## Bebidas

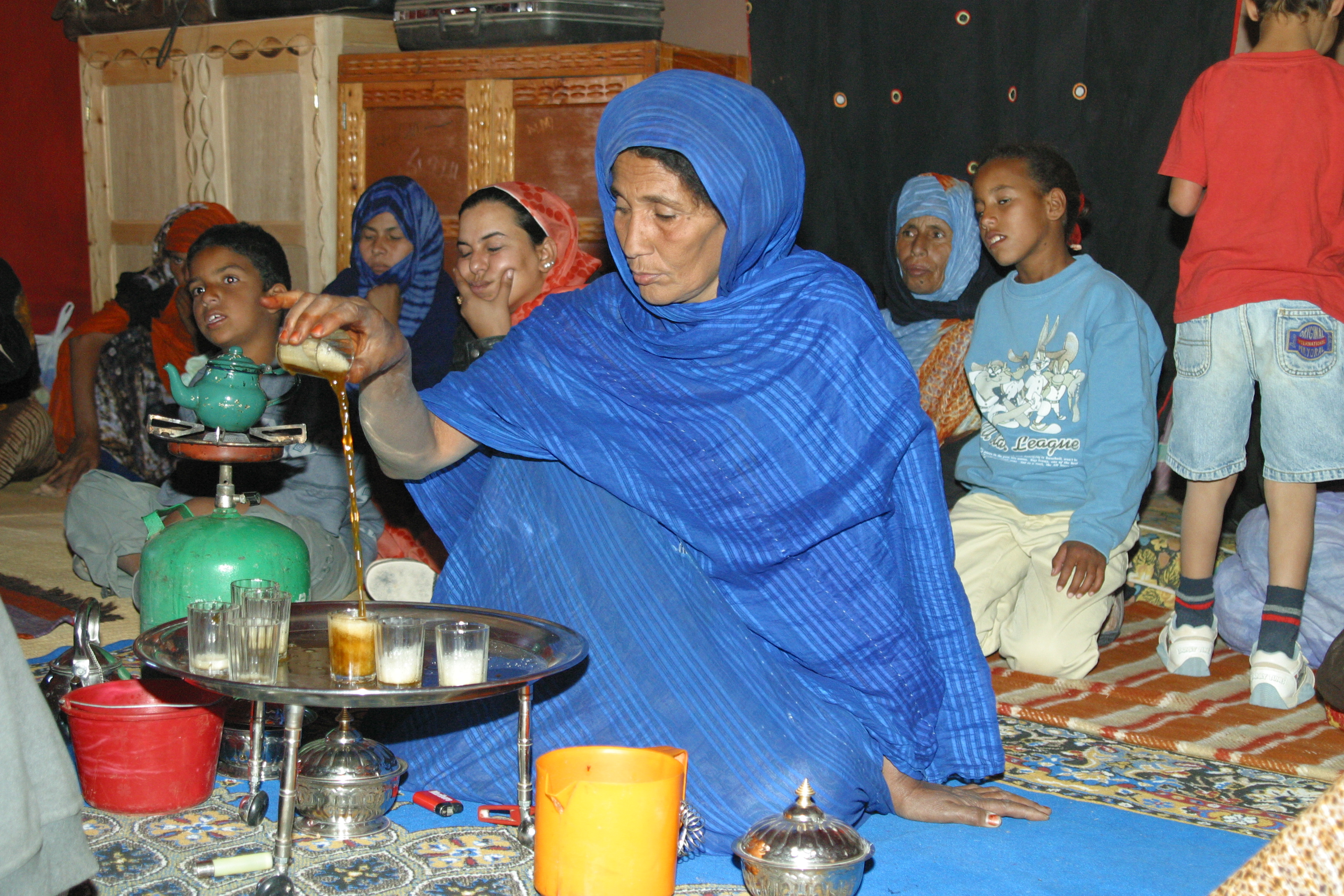
Te saharaui

Es muy habitual la ingesta de té. El té es algo más que una bebida para el pueblo saharaui, es una forma de reunirse y compartir con amigos y familiares momentos de charla y amistad.
Se suele seguir una especie de ritual, en el que se toman tres vasos. Al respecto, existe un comentario popular: "El primer vaso de té es amargo como la vida, el segundo vaso es dulce como el amor y el tercero suave como la muerte.

## Para más información
- Gastronomía del Magreb
- Gastronomía bereber

- Datos: Q17036128